# Глогувське князівство
51°40′00″ пн. ш. 16°05′00″ сх. д. / 51.6667° пн. ш. 16.0833° сх. д.
Глогувське князівство (пол. Księstwo Głogowskie) або Герцогство Глогау (нім. Herzogtum Glogau) — князівство, що існувало у Нижній Сілезії зі столицею в місті Глогув. Одне з західно-слов'янських князівст, середньовічне державне утворення (феодальна монархія) на території історичної Сілезії. Виділилось з незалежного Сілезького князівства 1178 року. В ньому правили члени династії Сілезьких П'ястів, поки ця династія вимерла 1488 року, й Глогув став леном Богемської корони як т. зв. безпосереднє князівство. За часів панування Священної Римської імперії та Прусії стало називатись князівство (герцогство) Бреслау. 1742 році остаточно перестало існувати та увійшло до складу Королівства Пруссія.

## Історія
В ХІ-ХІІ столітті Глогувський уділ існував у складі Вроцлавського князівства. У 1177/1178 р. князь Конрад Глогувський, молодший син князя Сілезії Владислава II, отримав князівство в управління. Після смерті бездітного Конрада його старший брат князь Сілезії Болеслав I призначив Глогув свого намісника. Також своїх намісників призначали в князівство наступні князі Сілезії Генрик І і Генрик II.
1248 році старші сини Генрика ІІ Болеслав II і Генріх III поділили між собою Сілезію. Їх молодший брат Конрад I також претендував на свою частину батьківської спадщини. У 1249—1251 роках відбувалась ворожнеча між братами. Наприкінці 1251 року Сілезія була розділена на три незалежні князівства: Вроцлавське, Легницьке та Глогувське.

1274 року від князівства відокремилися Стинавське та Жаганське князівства. Після смерті батька сини князя Конрада І спочатку правили разом, а потім, до 1 липня 1278 року, розділили князівство. Старший із братів, Конрад II отримав Стинавське князівство, Генріх III отримав Глогув, Кожухів і Битомське князівство, а Премисл отримав Спротаву, Жагань і Новогруд-Бобжанський. 

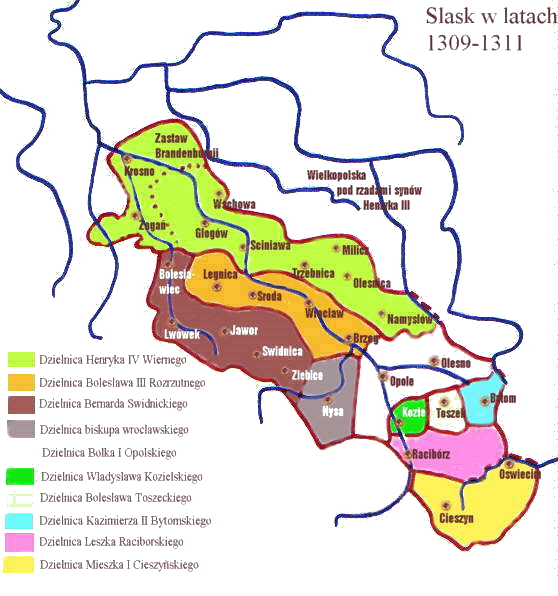
Сілезькі князівства в 1310 році

1312 року відокремилося Олешницьке князівство.
Генрик III залишив п'ятьох малолітніх синів: Генріха IV, Конрада, Болька, Івана та Премисла. 1310 року вони передали Померанію Бранденбургу. У 1312 році брати розділили спадщину князя Генріха III.
Коли 11 січня 1331 року помер князь Премишль, князівство було офіційно розділено між його братами: Іваном і Генриком IV, а вдові Премишля княгині Констанції Свидницької було виділено половину Глогувського князівства.
В цей же час, 1331 року під військовим тиском короля Богемії Яна І Люксембурзького князівство було включено до складу Богемської корони.
Син Генріха IV, князь Заганський, Генріх V Залізний (1342—1369), вирішив повернути Глогув, який він зайняв у травні 1343 року. Війна з королем Богемії завершилася угодою, укладеною 7 червня 1344 року.
1476 року, після смерті Генріха XI, правнука Генріха V, почалася боротьба між його двоюрідним братом князем Заганьським Іваном II і тестем Генріха XI курфюрстом Бранденбурга Альберхтом III.
1488 року угорська армія короля Матяша Корвіна взяла Глогув штурмом, і Іван II був змушений відмовитися від князівства, яке Матвій Корвін передав своєму позашлюбному синові Яношу Корвіну.
Після смерті в 1490 році Матяша Корвіна, королем Богемії став Владислав II Ягеллончик, який передав князівство своїм братам Яну Ольбрахту та Сигізмунду Ягелону. 1506 року Сигізмунд I передав Глогувське князівство Казимиру II Тешинському на правах довічного володіння. Казимир II став останнім Глогувським князем — після його смерті 1528 року князівство увійшло королівства Богемії, яке 1526 року було зайняте Габсбургами.
Після Першої Сілезької війни Глогув був окупований Пруссією.

## Глогувські князі
- Владислав II, князь Сілезії

Герб Глогувського князівства

- Конрад Глогувський, князь Глогувський (1177—1180/1190), син Володислава ІІ
- Болеслав I, князь Сілезії, син Володислава ІІ
- Генрик І, князь Сілезії, син Болеслава І
- Генрик II, князь Сілезії, син Генрика І
- Конрад I Глогувський, князь Глогувський (1251—1273/1274), син Генрика ІІ
- Генріх III Глогувський, князь Глогувський (1273/1274-1309), син Конрада І
- Матильда Брауншвейг-Люнебурзька, княгиня-регент Глогувська (1309—1318), вдова Генрика ІІІ
- Генріх IV, князь Глогувський (1318—1321), син Генрика ІІІ
- Премисл І, князь Глогувський (1318—1331), син Генрика ІІІ
- Генріх I Яворський, князь Глогувський (1337—1346), правнук Генрика ІІ
- Констанція Свидницька, княгиня-регент Глогувська (1360—1361), вдова Премисла І Глогувського
- Болько II князь Глогувський (1361—1368), брат Констанції Свидницької

У складі земель Богемської корони (1346—1349)
- Генріх V Залізний, князь Глогувський (1349—1369), син Генрика IV
- Генрих VI, князь Глогувський (1369—1378), син Генрика V
- Генрик VII, князь Глогувський (1369—1394), син Генрика V
- Генрик VIII, князь Глогувський (1395—1397), син Генрика V
- Іван I Жаганський, князь Глогувський (1397—1412), син Генрика VIII
- Генрик IX, князь Глогувський (1397—1467), син Генрика VIII
- Генрик X, князь Глогувський (1397—1423), син Генрика VIII
- Володислав Тешинсько-Ґлоґовський, правив половиною Глогувського князівства (1431—1460)
- Маргарита Цильська, правила половиною Глогувського князівства (1460—1476), вдова Володислава Тешинсько-Ґлоґовського
- Генрик XI, князь Глогувський (1467—1476), син Генрика IX
- Іван ІI Жаганський, князь Глогувський (1476—1488), син Івана I Жаганського

У складі земель Богемської корони (1488—1491)
- Янош Корвін, князь Глогувський (1488—1490), князь Стинавський і Опавський
- Ян I Ольбрахт, князь Глогувський (1491—1496)
- Сигізмунд I Ягелон, князь Глогувський (1499—1506)
- Казимир II Тешинський, князь Глогувський (1506—1528), князь Сілезії, Тешинський, Стинавський, Опавський.